# Na Sybir
Na Sybir – polski film z 1930 roku.
W głównej roli kobiecej wystąpiła Jadwiga Smosarska, największa gwiazda polskiego kina w okresie dwudziestolecia międzywojennego.

## Treść
Jest rok 1905. Na ziemiach polskich trwa rewolucja przeciwko caratowi i nasilają się patriotyczne wystąpienia. Wśród uczestników odwagą wyróżnia się Ryszard Prawdzic. Jest on szczęśliwie zakochany w młodej hrabiance Renie. Wkrótce jednak zostaje aresztowany i decyzją władz zesłany na Sybir. Rena postanawia udać się na zesłanie wraz z nim.

## Główne role
- Jadwiga Smosarska – Rena Czarska
- Adam Brodzisz – Ryszard Prawdzic
- Bogusław Samborski – pułkownik żandarmerii Sierow
- Mieczysław Frenkiel – dziedzic Józef Czarski, ojciec Reny
- Mira Zimińska – Janka Mirska
- Eugeniusz Bodo – robotnik
- Kazimierz Justian – szpicel
- Michał Halisz − oficer rosyjski